# Бжезьно-Велике
Бжезьно-Велике (пол. Brzeźno Wielkie, нім. Bressen) — село в Польщі, у гміні Староґард-Гданський Староґардського повіту Поморського воєводства.
Населення — 244 особи (2011).
У 1975-1998 роках село належало до Гданського воєводства.

## Демографія
Демографічна структура станом на 31 березня 2011 року:
|          | Загалом | Допрацездатний вік | Працездатний вік | Постпрацездатний вік |
| -------- | ------- | ------------------ | ---------------- | -------------------- |
| Чоловіки | 125     | 28                 | 90               | 7                    |
| Жінки    | 119     | 32                 | 76               | 11                   |
| Разом    | 244     | 60                 | 166              | 18                   |